# Râul Arțăroasa
Râul Arțăroasa este un curs de apă, afluent al râului Oltișor. 